# Royauté
Ne doit pas être confondu avec Monarchie ou Autocratie.
Pour les articles homonymes, voir Royauté (homonymie).
La royauté est un régime politique monarchique dont le monarque porte le titre de roi. Elle peut être un État souverain et indépendant, ou une monarchie autonome avec des liens de vassalité envers un autre État. 
L'étude de la royauté, qui a longtemps été délaissée par les sociologues, les politologues et les historiens, a été remise en faveur par l'anthropologie sociale, avec les travaux essentiellement britanniques de James George Frazer, d'Henry James Summer Maine, d'Arthur Maurice Hocart, mais aussi français de Georges Dumézil ou Pierre Clastres.

## Une institution sacrée

Usant de son pouvoir thaumaturgique, Henri II pratique le toucher des écrouelles au prieuré de Corbeny, livre d'heures de Henri II, BnF.

La grande majorité des peuples qui ont connu l’institution royale ont entouré le souverain d’un culte qui élève celui-ci au-dessus du statut purement humain. Le pouvoir tire ainsi sa légitimité en raison du fait qu’il est en liaison avec le sacré. La personne royale, le plus souvent, émane du monde divin ou reçoit de lui un aval qui le sacralise. Le service du roi peut également revêtir en certains cas le caractère d’un acte religieux. Parmi les peuples germaniques, on observe une conception thaumaturgique et magique de la royauté. Analysant le caractère sacré de la royauté en France, Louis Rougier note : « chez les Germains, les rois étaient tenus pour des êtres issus des dieux, possédant un pouvoir magique sur la nature, tous choisis pour l’élection dans une même famille […] qui remontait à Wotan ». Le roi germanique est ainsi pourvu de pouvoirs magiques variés et étendus: il peut donner aux marins une bonne pêche et des vents favorables, aux paysans la fécondité des troupeaux et le beau temps pour que les moissons mûrissent. On lui donne à toucher le grain prévu pour l’ensemencement, les malades le sollicitent dans l’espoir d’être guéris et on lui prête bien d’autres capacités.
Le roi germanique tient ainsi son pouvoir magique et politique de Wodan et lorsque sa magie ne procure pas de bonnes moissons ou que le cheptel régresse, c’est à lui qu’il est sacrifié. Wodan/Odin est le chef des dieux, leur premier roi et par conséquent le dieu particulier des rois humains et le protecteur de leur puissance. La saga des Ynglingar narre ainsi l’histoire du roi de Suède Dómaldi dont le règne est marqué par des récoltes désastreuses et que ses sujets décident de sacrifier en l'enfermant dans sa demeure et en incendiant celle-ci.
Cette croyance qu’il existe un lien entre la dynastie royale et le dieu souverain explique également le soin porté aux généalogies dont les origines sont ancrées dans la mythologie. En Grande-Bretagne, les huit généalogies de dynasties royales anglo-saxonnes qui nous sont conservées font remonter leur ascendance à « Woden ». Quant à celle des rois d’Essex, elle a pour ancêtre comme pour les Saxons continentaux « Seaxnet », c'est-à-dire Týr, l'autre dieu souverain germanique. Les descendants du roi sont considérés comme les héritiers de ce charisme qui leur vient du sang royal. D'où l'importance de la naissance des princes de sang royal, car c'est la continuité du lignage royal qui garantit la continuité de la communauté politique. Georges Duby fait observer que la « puissance [des rois] leur venait de la divinité elle-même, par filiation : le sang divin coulait dans leurs veines ; aussi l'usage des Francs fut-il toujours, leur roi étant mort, d'en choisir un autre dans la race royale. »

## Modes de désignation des rois
Originellement, dans le monde germanique, tous les membres mâles de la lignée royale sont désignés comme *kuningaz (ang. king, all. König…). L’élection d’un nouveau souverain consiste dans le fait de choisir dans la famille royale celui des hommes qui paraît le plus apte à exercer cette fonction et à renouveler le serment de fidélité qui engage tout homme libre envers son prédécesseur. Inversement, l'élu, jugé inapte, peut ultérieurement être déposé pour carence, comme cela sera le cas du dernier des Mérovingiens, Childéric III, qui fut tondu et envoyé dans un monastère où il finit ses jours.
Le système électif a laissé la place en France, et dans les autres pays d'Europe, à des règles de succession qui ont d'abord admis le partage de la royauté entre plusieurs héritiers, puis la désignation du successeur par le roi parmi ses fils, puis la dévolution légale au seul fils aîné, avec une élection qui s'est progressivement réduite à la participation au sacre des douze pairs de France (représentants des 12 grands fiefs de la couronne) et à une acclamation populaire lors du couronnement. L'avantage de cette réduction de l'élection à un mécanisme légal étant d'éviter les infanticides et les guerres de succession entre les différents partis des candidats, guerres d'autant plus féroces que les femmes et les concubines royales y étaient parties prenantes[source insuffisante].

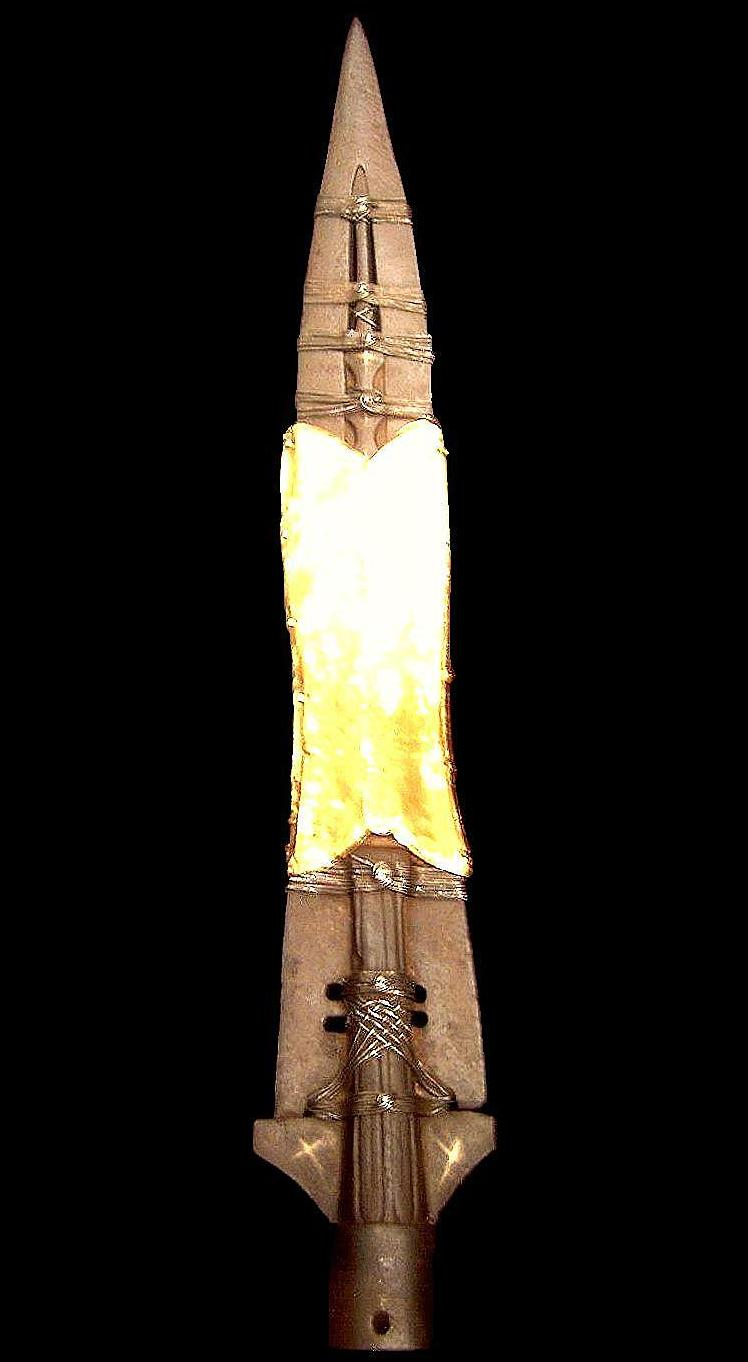
La lance, symbole de la royauté odinique, christianisé sous la forme de la Sainte Lance, Trésor impérial de Vienne

### Autres modes de désignation du roi
- Dynastie : le fils ou fille aîné(e) devient roi ou reine lors du décès ou du renoncement au trône de celui-ci. C'est le cas de la plupart des rois de France, malgré l'invalidité selon les lois fondamentales de toute abdication. En cas d'absence de descendance directe, la royauté échoit à l'héritier le plus proche selon des règles diverses et souvent sources de contestations. Voir par exemple la « loi salique ».
- Désignation : le roi en exercice désigne ou fait désigner son successeur lui-même, de son vivant. Cas de nombreux empereurs romains qui recouraient pour cela à la fiction d'une adoption de leur successeur. Ce problème était réglé en France où l'adoption n'a pas été admise dans le droit civil jusqu'au XIXe siècle. Voir Népotisme.
- Élection : le roi est élu par ses pairs et parmi ceux-ci. Les pairs sont généralement les nobles du royaume en question. Selon la tradition des Francs, Hugues Capet, le fondateur de la dynastie qui porte son nom, fut élu en 987.
- Auto-proclamation : un individu prend le pouvoir par un moyen quelconque et se proclame roi : cas des fondateurs de dynastie (également nommés usurpateurs par les partisans éventuels de la dynastie précédente).

Un roi ou une reine demeure en fonction jusqu'à sa mort, sa déposition ou son abdication.
Afin de s'assurer avec certitude de la filiation, les reines de France devaient accoucher en public.
Quel que soit le mode d'accession au trône, la royauté tire son autorité dans une certaine forme de continuité, résumée par exemple en France par l'expression : « Le roi est mort, vive le roi ! ». Il n'y a pas d'idée de rupture, la légitimité venant de la sacralité de la fonction et la continuité étant le signe de la permanence du lien. La fonction comme telle est immortelle, puisque sacrale, le roi d'une certaine manière se retrouve dans ses descendants, ou ses successeurs.

## Sacre
En Gaule, la conversion de Clovis marque le début du lien entre le clergé et la monarchie franque. Dorénavant, le souverain doit régner au nom de Dieu. La royauté peut compter sur l'appui du clergé, et vice-versa. Néanmoins, la tactique des évêques pour convertir le roi franc laisse subsister et avalise une mentalité qui fait du roi le seul intercesseur entre Dieu et son peuple. Le sacre de Pépin le Bref en 751 est une cérémonie par laquelle l'Église reconnaît le charisme royal et pense l'exorciser par l'onction du saint chrême qui remplace le rite germanique de l'élévation sur le pavois. Le changement de dynastie est l'occasion choisie par les hautes sphères de l'Église pour justifier par le texte biblique un modèle de consécration royale susceptible d'être intégré sans heurt dans la tradition franque et germanique.
Au sommet de la hiérarchie féodale, le roi est investi du pouvoir temporel qui, en France, porte aussi sur le temporel de l'Église de France, ainsi que sur la faculté d'autoriser ou d'interdire une congrégation religieuse ou une autre religion en France. Bien que la personne du roi ait un caractère sacré, et que son avènement soit considéré comme une volonté divine, le sacre n'est pas un ordre sacré, et le roi n'appartient pas plus au clergé qu'aux autres ordres.
La vie du roi est très ritualisée. Dans les anciennes doctrines : le roi est l'axis mundi, c'est-à-dire centre du monde, il est le lien privilégié avec le divin, apportant prospérité, paix et abondance au royaume. La reine ayant normalement un rôle complémentaire à celui du roi, et non pas identique : la relation roi-reine matérialise la relation peuple-terre[réf. nécessaire]. Cela implique que dans certains royaumes (celui de France par exemple), la reine, même en tant qu'épouse du roi, ne peut régner.
Favorisant les récoltes, il est celui qui permet de conserver l'ordre, et le renouvellement de celui-ci. Il est celui autour duquel le monde s'ordonne, c'est-à-dire le royaume. Le roi est censé être le protecteur de ses sujets dans leurs querelles aussi bien que contre les ennemis extérieurs, il assure donc la paix. Il est aussi celui qui est chargé de rendre la Justice, c'est-à-dire de donner ou de rendre à chacun ce qui lui revient selon le plan divin : comme le roi David et Saint Louis, il doit donc incarner la justice divine par excellence. En France et en Angleterre, le roi est thaumaturge, il est réputé avoir le don le guérir des écrouelles par la simple imposition des mains.

## Symboles

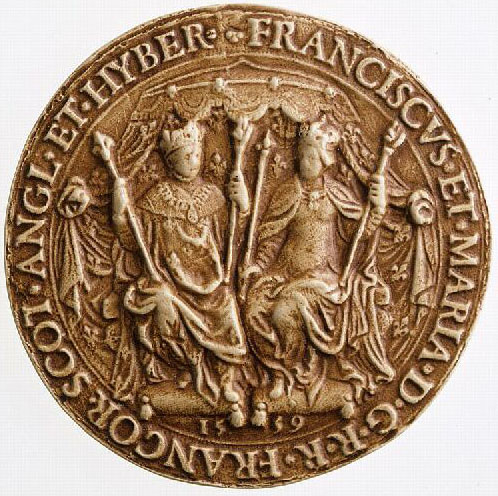
Moulage du sceau de François II et Marie Stuart, roi et reine de France - Marie tient le sceptre de Dagobert dans la main droite et le sceptre à la rose dans la main gauche - 1559 - Archives nationales

Parmi les peuples germaniques, on distingue trois insignes originels du pouvoir royal : le torque, le sceptre et la lance. Le torque est un objet du culte wodanique qui symbolise le nœud coulant auquel s'est promis l'individu par déférence au dieu souverain Odin pour s'attirer sa protection. L'homme montre ainsi qu'il appartient au « seigneur des potences » (v. isl. valdr galga) qui peut réclamer le sacrifice qui lui est dû.
Le sceptre, à l'origine, est un bâton des ancêtres (Ahnenstab). Il atteste la continuité de la famille et de la lignée. Le tenir, c'est se proclamer l'héritier de l'ancêtre dont on tire sa légitimité. Dans la sépulture royale de Sutton Hoo, le sceptre de pierre comporte à ses deux extrémités une sculpture représentant Wodan, tenu pour l'ancêtre du roi inhumé.
À l'époque chrétienne, le torque au symbolisme trop clairement païen sera remplacé par un collier purement ornemental et le sceptre verra disparaître l'effigie du dieu par une fleur de lys, une boule ou un aigle. En revanche, la lance restera longtemps surtout en Allemagne le plus haut insigne de la royauté. La lance du roi, comme dans la mythologie, est celle du dieu. Christianisé le symbole perdure sous la forme de la Sainte Lance notamment en 926, lors de son offrande par Rodolphe II de Bourgogne au premier roi de la dynastie saxonne, Henri Ier, l'Oiseleur. Au moins trois autres lances ont revendiqué le statut de « véritable » Sainte Lance ; déjà sous Othon III, deux copies sont fabriquées pour être offertes à des princes alliés.
Le manteau royal est également issu du manteau bleu dont est vêtu Wodan. Autre signe de la consécration par laquelle, le souverain s'est voué au dieu, le manteau bleu ne cesse d'être le vêtement d'apparat des rois alors même que leur légitimité n'est plus censée découler du dieu magicien. On conserve le manteau de l'empereur Henri II qui est d'une couleur semblable à celui dont le roi de France était revêtu le jour du sacre et lors des fastes du règne. Le manteau du dernier des Ottoniens est bordé de 365 grelots, dont chacun figure manifestement un jour de l'année et est orné de motifs qui indiquent son symbolisme cosmique et céleste.
La couronne ne vient que bien plus tard. Importée d'Orient à travers l'influence du christianisme byzantin, elle ne s'impose comme un symbole régalien qu'au cours du Moyen Âge.

## Liturgie
Certains rois ou empereurs d'Occident firent l'objet d'une dévotion organisée après leur mort par leurs successeurs.
Barbe rousse et barbe fleurie
C'est le cas de Charlemagne, qui fit l'objet d'une liturgie mise en place par l'empereur Frédéric Barberousse du Saint-Empire, ce qui lui permit d'asseoir son propre pouvoir temporel.

## Limitations de la royauté
Bien qu'elle se manifeste par des aspects sacrés, la royauté exerce un pouvoir politique qui est presque toujours distinct du pouvoir religieux. Bien qu'elle se manifeste aussi par une très grande richesse, elle ne participe pas non plus au pouvoir économique. La royauté semble se limiter à une fonction de représentation (pouvoir d'incarner l'unicité de l’État et de traiter avec les autres États), de paix (intérieure et extérieure) et de justice. À la limite, elle se réduit à la fonction de maintien des règles et des traditions, d'arbitrage suprême entre les différents pouvoirs qui émanent de lui, sauf la justice et la conduite de la guerre. Elle n'est donc pas équivalente à la monarchie, qu'Aristote ou Montesquieu définissent comme le régime politique dans lequel tous les pouvoirs sont exercés par un seul : le monarque peut porter le titre de roi, mais également celui d'empereur, de tyran, de dictateur, de consul, de Premier secrétaire, de Guide, de Président, etc.
La royauté est toujours définie par des règles coutumières qui s'imposent au roi, le désignent et lui donne sa légitimité. En France, l'ensemble de ces règles et de ces usages s'appelait les lois fondamentales du royaume.

## Échelles de la royauté
La royauté est un régime qui ne se rencontre pas seulement à la tête d'un État avec un roi (rex), mais aussi de groupes plus petits avec des chefs coutumiers ou roitelets (regulus) à la tête de tribus ou de clans chez beaucoup de peuples primitifs ou antiques, par exemple les Celtes de la Gaule ou de l'Ancienne Irlande.
Mais à l'inverse, elle ne se rencontre en principe pas à la tête de plusieurs États, le terme propre étant alors celui d'empereur. La royauté se rencontre aussi dans des anciennes confréries de métier, de défense (le roi de l'arbalète), de secours, de communautés villageoises des adolescents, ou adelphies (le roi de la fête communale) ; dans ce cas, cette royauté est presque toujours annuelle et toujours élective, soit par un concours, soit par un tirage au sort.